# Belhorizon
Pour plus de détails, voir Fiche technique et Distribution.
Belhorizon est un film belge réalisé par Inès Rabadán et sorti en 2006.

## Fiche technique
- Titre : Belhorizon
- Réalisation : Inès Rabadán
- Scénario : Laurent Brandenbourger et Inès Rabadán
- Photographie : Sabine Lancelin
- Décors : Christian Marti et Isabelle Girard
- Costumes : Lorette Meus
- Son : Luc Yersin
- Montage : Yann Dedet
- Musique : Marie-Ève Ronveaux
- Scripte : Eva Houdova
- Production : Need Productions
- Pays :  Belgique -  France -  Luxembourg -  Suisse
- Durée : 80 minutes
- Date de sortie : Belgique - 20 septembre 2006

## Distribution
- Emmanuel Salinger : Carl
- Ilona Del Marle : Esmé
- Nathalie Richard : Isabelle
- Bruno Putzulu : Henri
- Claude Perron : Annabelle
- Carlo Brandt : André
- Vincent Tavier : Zonderland

## Sélections
- Festival international du film francophone de Namur 2005
- Festival des films du monde de Montréal 2005
- Festival du film français en Israël 2006